# Interzone (film)
Pour les articles homonymes, voir Interzone.
Pour plus de détails, voir Fiche technique et Distribution.
Interzone est un film post-apocalyptique italien réalisé par Deran Sarafian et sorti en 1989.

## Synopsis
L'Interzone est une zone protégée contenant des œuvres et des objets de valeur qui ont survécu à la destruction causée par une guerre thermonucléaire. L'interzone est gardée par une barrière invisible et un groupe de mutants télépathes. Continuellement, des bandes de voleurs dirigées par Mantis, attirées par les trésors, tentent en vain de les dérober. Le doyen des moines meurt pour ériger une barrière mentale afin de protéger le monastère. Les autres moines chargent un frère, Panasonic, de localiser le chasseur Swan pour les aider à arrêter les forces de Mantis. Panasonic réussit heureusement sa mission, et Swan, aidé de l'ex-esclave Tara qu'il a libérée, tente d'élaborer un plan pour arrêter les adversaires.

## Fiche technique
- Titre original : Interzone[1]
- Réalisateur : Deran Sarafian
- Scénario : Claudio Fragasso, Deran Sarafian
- Photographie : Gianlorenzo Battaglia
- Montage : Kathleen Stratton
- Musique : Stefano Mainetti (it)
- Production : Joe D'Amato (sous le nom de « David Hills »)
- Sociétés de production : Filmirage (it)
- Pays de production :  Italie
- Langue originale : anglais
- Format : Couleur par Telecolor - 1,85:1 - Son mono - 35 mm
- Durée : 99 minutes
- Genre : Comédie, action et science-fiction
- Dates de sortie :
  - Italie : (visa délivré le 8 juin 1989)

## Distribution
- Bruce Abbott : Swan
- Beatrice Ring : Tara
- Teagan Clive : Mantis
- John Armstead : Balzakan
- Alain Smith : le nain
- Kiro Wehara : Panasonic
- Franco Diogene (it) : le rat
- Laura Gemser : La belle-sœur de Panasonic
- Deran Sarafian

## Production
Produit par Filmirage (it), la société de Joe D'Amato, le film est tourné à Bracciano dans la ville métropolitaine de Rome Capitale, à 30 kilomètres au nord-ouest du centre-ville de Rome, dans un décor de type Mad Max.